# Мухоловка ліберійська
Мухоло́вка ліберійська (Muscicapa cassini) — вид горобцеподібних птахів родини мухоловкових (Muscicapidae). Мешкає в Західній і Центральній Африці. Вид названий на честь американського орнітолога Джона Кессіна.

## Поширення і екологія
Ліберійські мухоловки поширені від Гвінеї і Сьєрра-Леоне до західної Уганди, Руанди, північної Анголи і північної Замбії. Вони живуть в заростях на берегах річок і озер та на болотах.